# Richard Kohler
Richard „Richie“ Kohler ist ein US-amerikanischer technischer Wracktaucher und Historiker für Schiffswracks, der seit 1980 Schiffswracks betaucht. Zusammen mit John Chatterton war Kohler einer der Co-Moderatoren der Fernsehserie Deep Sea Detectives auf dem History Channel. Er ist Berater der Film- und Fernsehindustrie für Schiffswrack- und Tauchprojekte.
Kohlers lebenslange Passion ist das Betauchen berühmter Schiffswracks weltweit, unter anderem der Andrea Doria und zuletzt der Titanic. Vom russischen Forschungsschiff Akademik Mstislaw Keldysch hat Kohler mehrfach im Forschungs-U-Boot Mir den Liegeplatz des Wracks in 3786 m betaucht.
Kohlers Projekt, U 869, ein deutsches U-Boot aus dem Zweiten Weltkrieg, das vor der Küste von New Jersey liegt, zu identifizieren, war das Thema mehrerer TV-Dokumentationen und des Bestsellers Shadow Divers von Robert Kurson, der in deutscher Übersetzung als Im Sog der Tiefe erschienen ist. Basierend auf dem Buch wird ein Film von 20th Century Fox mit Peter Weir als Regisseur und Produzent gedreht.
Zurzeit ist Richie Kohler einer der Moderatoren der Fernsehserie Dive Portal Magazine.